# Крест Заслуги (Польша)
Знак отличия «Крест Заслуги» (пол. Krzyż Zasługi) — государственная награда Польши.

## История
Крест Заслуги был впервые учрежден распоряжением Президента Польской Республики (Второй Речи Посполитой) от 23 июня 1923 года.
22 декабря 1944 года декретом Польского комитета национального освобождения «…с целью поощрения выдающихся заслуг, способствующих славе и пользе Народной Польши» Крест Заслуги был учреждён вторично.

## Положение
Награждение Крестом Заслуги производилось:
- за высокие производственные достижения;
- за плодотворную общественную деятельность.
- за высокие достижения в науке и медицине, литературе и искусстве, спорте.

Крестом Заслуги награждались многодетные матери и доноры.
В каждом классе награждение могло быть произведено до четырех раз. С 1960 года было внесено изменение в порядок награждения Крестом Заслуги. Так Золотым и Серебряным Крестом Заслуги награждение могло быть произведено дважды, Бронзовым Крестом Заслуги — один раз.
При повторном награждении вручался очередной знак отличия и Диплом.
Крестом Заслуги могли быть награждены как отдельные граждане, так и трудовые коллективы, предприятия, учреждения, а также города и воеводства.
За заслуги перед Польской Народной Республикой Крестом Заслуги могли быть награждены как польские, так и иностранные граждане.
Право награждения Крестом Заслуги до 1952 года принадлежало Президенту Польской Республики, а с 1952 года — Государственному совету ПНР. Иностранные граждане награждались Президентом, позже Госсоветом по представлению министра иностранных дел ПНР.
Особые правила награждения Крестом Заслуги были установлены для работников металлургической и горнодобывающей промышленности, а также судостроения.
За семилетний непрерывный и добросовестный труд в горнодобывающей промышленности рабочие и инженерно-технический персонал шахт, рудников и карьеров награждались Бронзовым Крестом Заслуги; за десятилетний труд в тех же условиях — Серебряным Крестом Заслуги, за пятнадцатилетний труд — Золотым Крестом Заслуги.
За десятилетний непрерывный и добросовестный труд в металлургической промышленности и в судостроении рабочие, инженеры и техники награждались Серебряным Крестом Заслуги, а за пятнадцатилетний труд — Золотым Крестом Заслуги. Награждение Бронзовым Крестом Заслуги в этих отраслях промышленности не производилось.
Крест Заслуги всех трех классов являлся наградой военнослужащим Народного Войска Польского в годы Второй мировой войны, которые не принимали непосредственного участия в боевых действиях, но проявили мужество и героизм, исполняя свой служебный долг.
Знак отличия Крест Заслуги носится на левой стороне груди в последовательности, определенной Правилами ношения орденов и знаков отличий ПНР.

## Описание
Знак Золотого Креста Заслуги имеет вид слегка выпуклого с лицевой стороны равностороннего стилизованного креста с расширяющимися к концам плечами, которые заканчиваются шариками.
С лицевой стороны плечи креста залиты рубиново-красной эмалью, сквозь которую просматривается их чешуйчатая поверхность.
В промежутках между плечами креста располагаются пять расходящихся от центра лучей.
В центре креста в медальоне, залитом белой эмалью, помещена монограмма из позолоченных букв «PRL» (до 1952 года монограмма состояла из двух букв: «RP»). Медальон окружен двумя кольцами: внутреннее залито эмалью красного цвета, внешнее — позолоченное — украшено волнистым орнаментом.
Кольцо, соединяющее крест с лентой, выполнено в виде позолоченного лаврового венка. Диаметр кольца 20 мм.
Обрамление сторон креста, шарики, пучки расходящихся лучей и оборотная сторона позолоченные.
Знак Серебряного Креста Заслуги отличается от Золотого тем, что все его элементы, не покрытые эмалью, посеребренные.
Бронзовый Крест Заслуги полностью изготавливается из бронзы. Число лучей, расположенных в промежутках между плечами креста, три. Друг от друга они отделены узкими лучами. Плечи креста и медальон с лицевой стороны гранулированные. Обрамление медальона в центре креста выполнено в виде лаврового венка. Монограмма «PRL» (до 1952 года монограмма состояла из двух букв: «RP») слегка выпуклая.
Обрамление сторон креста и медальона, шарики, пучки расходящихся лучей и кольцо, соединяющее крест с лентой, гладкие.
Оборотная сторона креста во всех классах гладкая, полированная.
Размеры креста во всех классах 40×40 мм, основание 18 мм, диаметр медальона (диаметр венка) 18 мм.
Лента Креста Заслуги шелковая муаровая темно-красного (кларет) цвета с двумя продольными полосками серо-голубого цвета по бокам. Ширина ленты 40 мм, ширина полосок 3 мм каждая. Полоски отстоят от краев ленты на расстоянии 1 мм.

## Степени и ленты
Первоначальный вариант (1923 год):
- Крест Заслуги всех трёх классов (золотой, серебряный, бронзовый);
  -  Золотой Крест Заслуги, двукратное награждение;
  -  Серебряный Крест Заслуги, двукратное награждение;
  -  Бронзовый Крест Заслуги, двукратное награждение;
    -  Золотой Крест Заслуги, трёхкратное награждение;
    -  Серебряный Крест Заслуги, трёхкратное награждение;
    -  Бронзовый Крест Заслуги, трёхкратное награждение;
      -  Золотой Крест Заслуги, четырёхкратное награждение;
      -  Серебряный Крест Заслуги, четырёхкратное награждение;
      -  Бронзовый Крест Заслуги, четырёхкратное награждение.

С 1960 года Крест Заслуги состоит также из трех классов:
- Золотой Крест Заслуги;
- Серебряный Крест Заслуги;
- Бронзовый Крест Заслуги.

Дополнение 1992 года:
- Золотой Крест Заслуги, двукратное награждение;
- Серебряный Крест Заслуги, двукратное награждение;
- Бронзовый Крест Заслуги, двукратное награждение.

## Вариант с мечами
«Крест Заслуги с мечами» — военная награда за храбрость непосредственно в сражении с врагом, либо заслуги в военное время в особенно опасных условиях. Крест Заслуги с мечами был учреждён 19 октября 1942 года декретом Президента Польши в изгнании, изменяющим распоряжение 1923 года об учреждении Креста Заслуги.
Он тоже состоял из трех классов (1942 год):
- Золотой Крест Заслуги с мечами;
- Серебряный Крест Заслуги с мечами;
- Бронзовый Крест Заслуги с мечами.
  -  Золотой Крест Заслуги с мечами, двукратное награждение;
  -  Серебряный Крест Заслуги с мечами, двукратное награждение;
  -  Бронзовый Крест Заслуги с мечами, двукратное награждение;
    -  Золотой Крест Заслуги с мечами, трёхкратное награждение;
    -  Серебряный Крест Заслуги с мечами, трёхкратное награждение;
    -  Бронзовый Крест Заслуги с мечами, трёхкратное награждение;
      -  Золотой Крест Заслуги с мечами, четырёхкратное награждение;
      -  Серебряный Крест Заслуги с мечами, четырёхкратное награждение;
      -  Бронзовый Крест Заслуги с мечами, четырёхкратное награждение.

С 1992 года имеет следующие ленты:
- Золотой Крест Заслуги с мечами;
- Серебряный Крест Заслуги с мечами;
- Бронзовый Крест Заслуги с мечами.
  -  Золотой Крест Заслуги, двукратное награждение;
  -  Серебряный Крест Заслуги, двукратное награждение;
  -  Бронзовый Крест Заслуги, двукратное награждение

Крест Заслуги с мечами носится перед Крестом Заслуги соответствующей степени. Каждая степень креста может быть вручена одному человеку дважды.

## Галерея

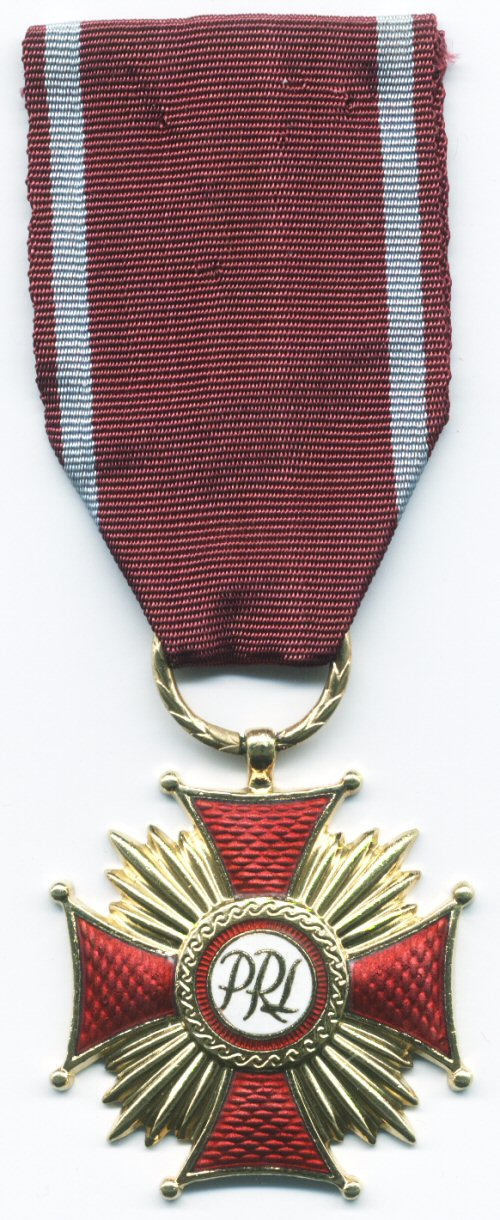
Золотой крест Заслуги (период Польской Народной Республики)
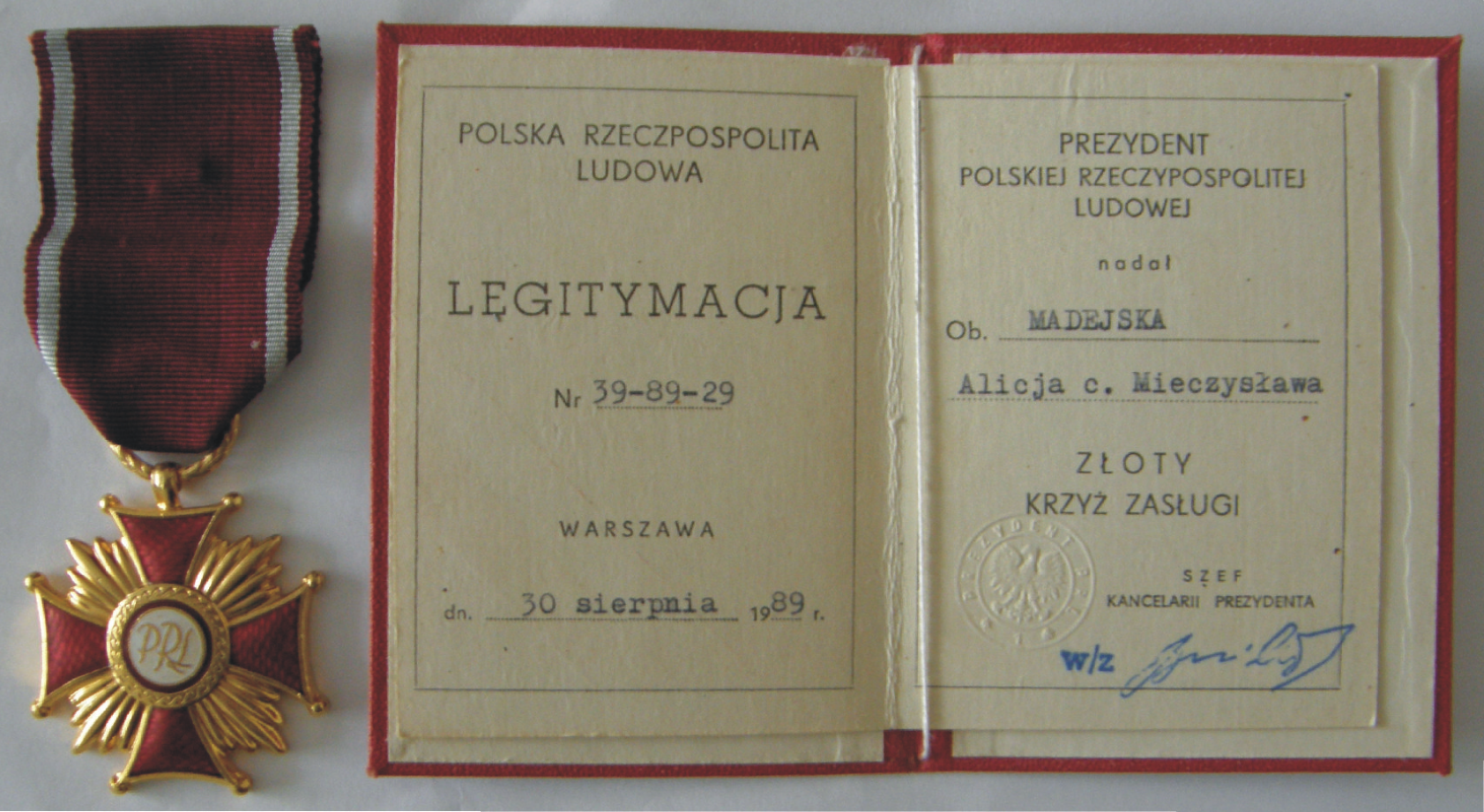
Золотой крест Заслуги с документами к нему
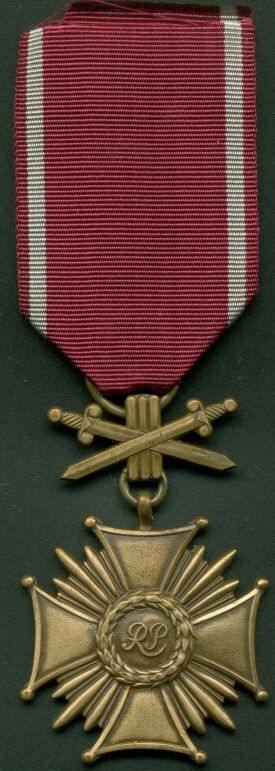
Бронзовый крест Заслуги с мечами (период Второй мировой войны)
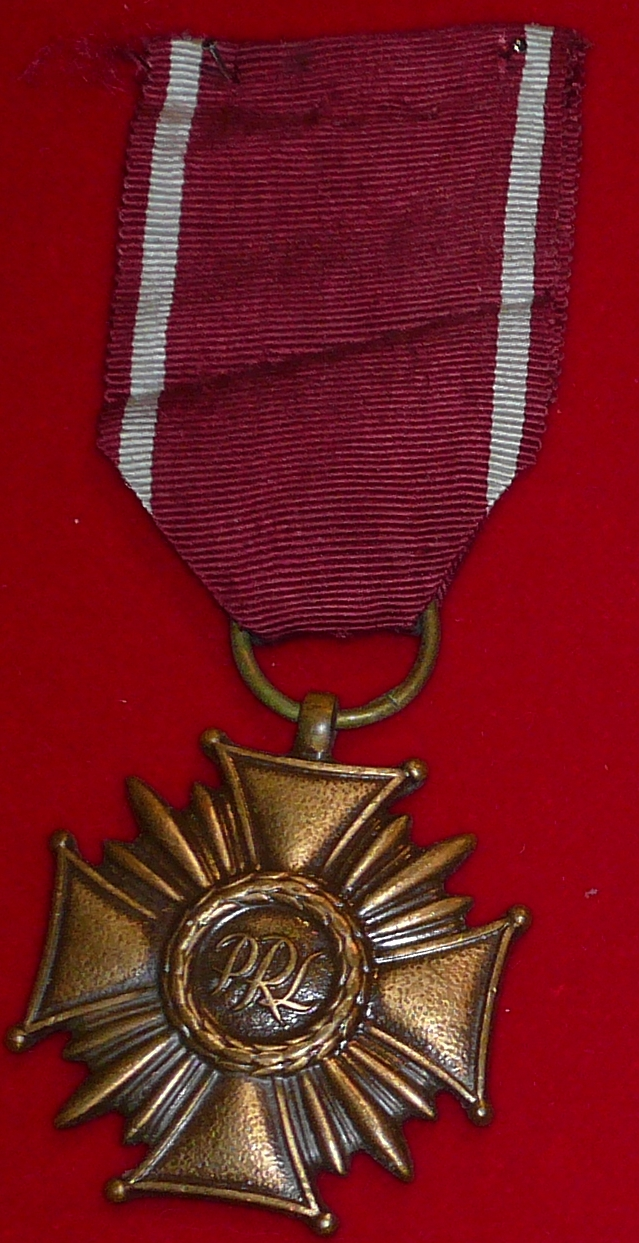
Бронзовый крест Заслуги (1975)